# Les Vertes Années (film, 1963)
Pour plus de détails, voir Fiche technique et Distribution.
Les Vertes Années (Os Verdes Anos) est un drame portugais réalisé par Paulo Rocha, sorti en 1963.
Ce « véritable traité de modernité », à mi-chemin entre le cinéma de Michelangelo Antonioni et celui de la Nouvelle Vague, est le manifeste du Novo Cinema. Il a été primé aux festivals de Locarno et Valladolid, et a bénéficié en 2014 d'une restauration par la cinémathèque portugaise, sous la supervision de Pedro Costa.

## Synopsis
Dans un Lisbonne oppressant, sous l'Estado Novo, les amours tragiques d'un cordonnier provincial et d'une employée de maison joyeuse et moderne.

## Fiche technique
- Réalisation : Paulo Rocha
- Production : António da Cunha Telles
- Scénario : Nuno Bragança, Paulo Rocha
- Photographie : Luc Mirot
- Musique : Carlos Paredes
- Pays d'origine :  Portugal
- Durée : 91 minutes
- Date de sortie : 29 novembre 1963
- Ressortie après restauration : 14 mai 2015

## Distribution
- Rui Gomes : Júlio
- Isabel Ruth : Ilda
- Ruy Furtado : Raúl
- Paulo Renato : Afonso
- Manoel de Oliveira